# Monopeltis vanderysti
Monopeltis vanderysti là một loài bò sát trong họ Amphisbaenidae. Loài này được De Witte mô tả khoa học đầu tiên năm 1922.